# Nestor Hammarlund

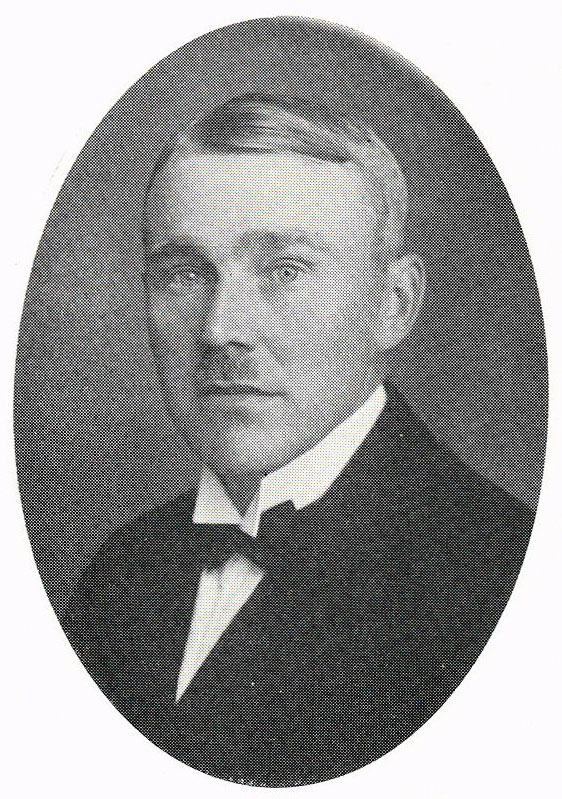
Nestor Hammarlund.

Nestor Leander Hammarlund, född 28 augusti 1888 i Barkåkra församling, Kristianstads län, död där 30 januari 1966, var en svensk lantbrukare och politiker (i Bondeförbundet).
Hammarlund var ledamot av riksdagens andra kammare från 1925. Han var även landstingsman från 1931.